# Eupithecia coriolutea
Eupithecia coriolutea är en fjärilsart som beskrevs av  1922. Eupithecia coriolutea ingår i släktet Eupithecia och familjen mätare. Inga underarter finns listade i Catalogue of Life.